# Centrale Moskee van Doesjanbe
De Centrale Moskee van Doesjanbe is een moskee in Dushanbe, de hoofdstad van Tadzjikistan. Een van de grootste moskeeën in Centraal-Azië. De moskee werd grotendeels gefinancierd door Qatar.

## Beschrijving
Het moskeeproject is ontwikkeld door de gezamenlijke inspanningen van experts uit Tadzjikistan en Qatar. Bij het maken van het project hielden de architecten rekening met zowel de architectonische tradities van Tadzjikistan als de ervaringen uit de wereld.
Het grondgebied van de moskee heeft de vorm van een kaart van Tadzjikistan. De zeven sierlijke zuilen in de moskee symboliseren de zeven poorten van de hemel. De moskee is omgeven door vele waterlichamen en fonteinen, die symboliseren dat Tadzjikistan een land van schoon water is. Tegelijkertijd kunnen tot 150 duizend mensen in de moskee bidden.
De moskee heeft 4 minaretten met een hoogte van 75 meter, een centrale koepel en 20 kleinere koepels. Naast de moskee herbergt het een museum, bibliotheek, vergaderzalen, ontvangstzalen en gebedsruimtes voor zowel mannen als vrouwen.